# سليم شريقي
سليم شريقي (15 ابريل 1959)، ممثل سوري.

## عن حياته
شارك الفنان سليم شريقي كممثل بالعديد من الأعمال التلفزيونية والمسرحية، بالإضافة إلى بعض الأعمال الإذاعية. - متزوج، عدد الأولاد 3. - دورة اعداد ممثل في اتحاد العمال. - عضو في نقابة الفنانين منذ عام 2001. من أعماله: * في المسـرح: «حفلة على الخازوق - عنترة - سور الصين العظيم». * في الإذاعــة: «شخصيات ومواقف». * في السـينما: «الدقل - أحلى الأيام». * في التلفزيون: - مسلسل «القصاص» - من إخراج مأمون البني - مسلسل «الأيام المتمردة» - من إخراج هيثم حقي. - مسلسل «حرائر النساء» للمخرج سليم موسى. - مسلسل «نهاية رجل شجاع» - 1993 - سيناريو وحوار حسن م يوسف، إخراج نجدت آنزور. - مسلسل «الجوارح» - 1994 - تأليف هاني السعدي، إخراج نجدت أنزور. - مسلسل «أسرار المدينة» - 2000 - تأليف حسن سامي يوسف، إخراج هشام شربتجي. - مسلسل «شام شريف» - 2001 - تأليف أحمد حامد، إخراج أحمد دعيبس. - مسلسل «العودة القاتلة» تأليف وسيناريو أحمد يوسف داود، إخراج غسان جبري.

## من أعماله

### المسلسلات
- توق
- رجال العز (رجالك يا شام)
- أهل الراية ج2
- على موج البحر
- أسمهان
- الحوت

### الأفلام
- غرفة سمير

### الدوبلاج
- ثعالبي الصغير
- الارض الطيبة بصوت الاغا

## روابط خارجية
- سليم شريقي على موقع قاعدة بيانات الأفلام العربية